# Harrsjöarna
Harrsjöarna är en sjö i Dorotea kommun i Lappland och ingår i Ångermanälvens huvudavrinningsområde. Sjön har en area på 0,092 kvadratkilometer och ligger 373 meter över havet. Sjön avvattnas av vattendraget Harrsjöbäcken.

## Delavrinningsområde
Harrsjöarna ingår i det delavrinningsområde (716126-148930) som SMHI kallar för Ovan Hundsjöbäcken. Medelhöjden är 385 meter över havet och ytan är 9,34 kvadratkilometer. Räknas de 4 avrinningsområdena uppströms in blir den ackumulerade arean 45,84 kvadratkilometer. Harrsjöbäcken som avvattnar avrinningsområdet har biflödesordning 3, vilket innebär att vattnet flödar genom totalt 3 vattendrag innan det når havet efter 254 kilometer. Avrinningsområdet består mestadels av skog (84 procent) och sankmarker (14 procent). Avrinningsområdet har 0,09 kvadratkilometer vattenytor vilket ger det en sjöprocent på 1 procent.